# Municipio de Woodrow (condado de Cass)
El municipio de Woodrow (en inglés: Woodrow Township) es un municipio ubicado en el condado de Cass en el estado estadounidense de Minnesota. En el año 2010 tenía una población de 611 habitantes y una densidad poblacional de 6,41 personas por km².

## Geografía
El municipio de Woodrow se encuentra ubicado en las coordenadas 46°55′31″N 94°20′34″O / 46.92528, -94.34278. Según la Oficina del Censo de los Estados Unidos, el municipio tiene una superficie total de 95.36 km², de la cual 65,86 km² corresponden a tierra firme y (30,93 %) 29,5 km² es agua.

## Demografía
Según el censo de 2010, había 611 personas residiendo en el municipio de Woodrow. La densidad de población era de 6,41 hab./km². De los 611 habitantes, el municipio de Woodrow estaba compuesto por el 98,69 % blancos, el 0,16 % eran amerindios, el 0,33 % eran asiáticos y el 0,82 % eran de una mezcla de razas. Del total de la población el 0,16 % eran hispanos o latinos de cualquier raza.